# 1928
Cette page concerne l'année 1928 (MCMXXVIII) en chiffres romains) du calendrier grégorien.
L'année 1928 est une année bissextile qui commence un dimanche.

## En bref
- 27 août : pacte Briand-Kellogg.
- 17 septembre : accord d’Achnacarry.
- 6 décembre : massacre des bananeraies.
- 29 décembre : unité nationale et fin de la guerre civile en Chine.

## Événements

### Afrique
- Février :
  - lancement à Paris de la Dépêche Africaine, revue assimilationniste, organe officiel du Comité de défense des intérêts de la race noire fondé en 1927 (CDIRN)[1].
  - Ouganda : destruction du sanctuaire de Kasenti à Kabale ; l’administration britannique, alarmée par la diffusion du Kasenti, une nouvelle forme du culte nyabingi par le chef de clan Bituura, qui projette une révolte, attaque sa résidence et détruit le sanctuaire[2].

- 13 mai : départ de Liège d’un raid transafricain sur automobiles FN, composé des lieutenants Hubert Carton de Wiart, Robert Fabry et Jacques Lamarche. Il atteint Le Cap le 25 août après 105 jours[3].

- Mai : début de la révolte des Awandji dans la région du Haut-Ogooué (Gabon), à la suite des mesures prises par l’administration contre un chef de village, Wongo, qui s’opposait au travail obligatoire. Ils mènent une guérilla dans la forêt jusqu’à la reddition de Wongo le 9 août 1929, puis sont décimés par une sanglante répression[4]. Les hommes awandjii se regroupent au sein d’une communauté religieuse et sociale, le mwiri, dont l’entrée est marquée par des rites initiatiques et qui joue un rôle de régulation sociale, politique, économique et surtout écologique. Elle permet la mise sur pied rapide de l’opposition au pouvoir colonial.

- 10 juillet : inauguration de la ligne Bukama - Port Francqui ; le chemin de fer du bas-Congo au Katanga est achevée[5].
- Juillet : début de la guerre du Kongo-wara en AEF (1928-1930), initiée par le guérisseur, prophète et féticheur Karinou. L’insurrection s’étend à partir de la région de Baboua, son village natal, et continue après que Karinou est tué le 11 décembre lors d’un combat pour la prise de Nahing par les forces coloniales[6].
- 2 août, Addis-Abeba : signature d’un traité d’amitié, de conciliation et d’arbitrage entre l’Italie et l’Éthiopie. Une convention prévoit la construction d’une route de Dessie à Assab[7].
- 11 septembre : accords de Pretoria entre le Portugal et l’Union d’Afrique du Sud ; le gouvernement portugais s’engage à fournir un contingent de main-d’œuvre mozambicaine pour les mines du Transvaal[8].
- 7 octobre : Ras Tafari est couronné négus de l’Éthiopie ; il prend entièrement en main les affaires du pays[9].

- Interdiction du culte nyabinghi au Ruanda-Urundi par les administrateurs belges[10].

### Amérique

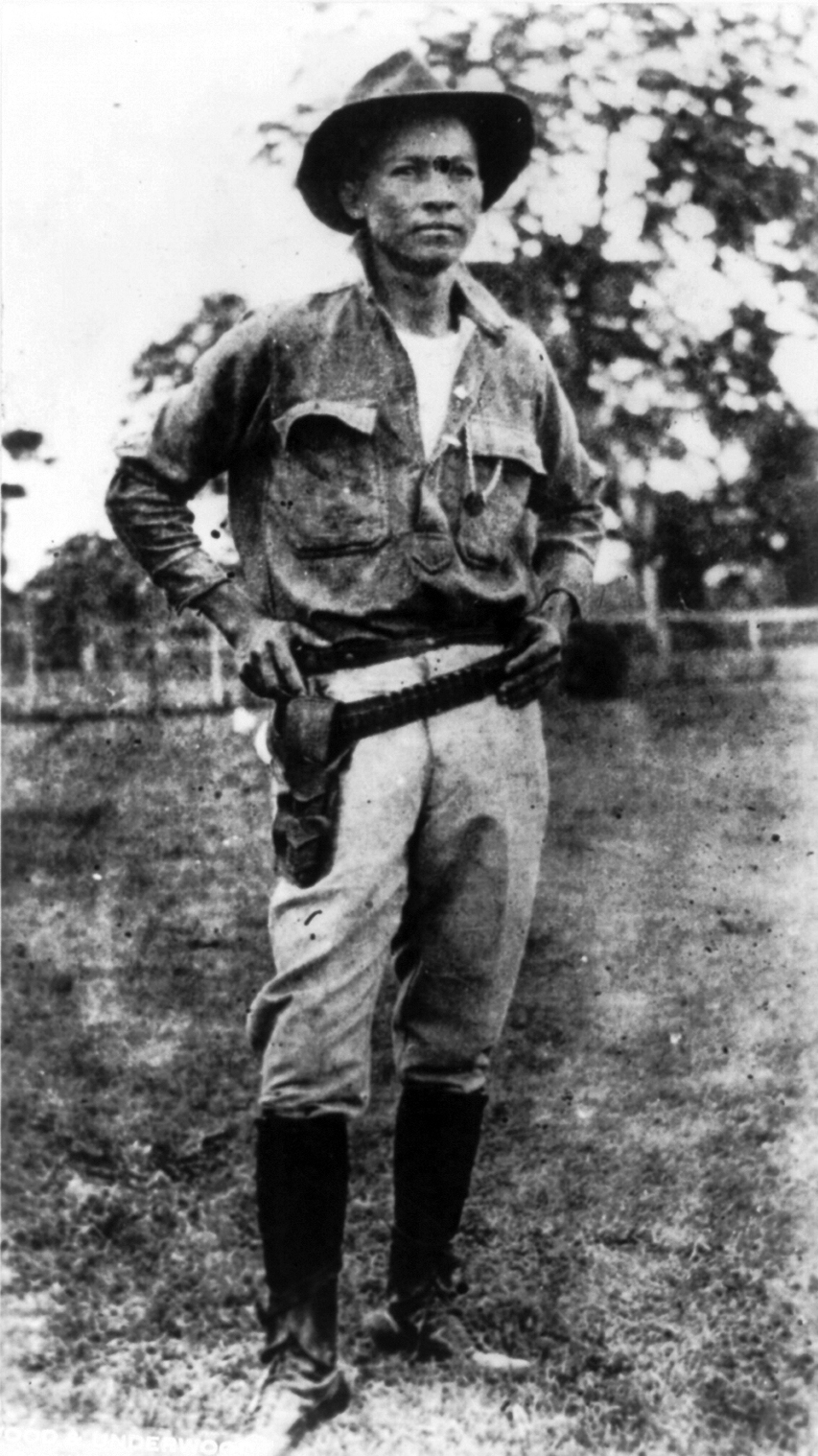
Augusto Sandino le 3 janvier 1928.

- 16 janvier - 20 février : sixième conférence internationale des États Américains à La Havane[11].

- 27 février : victoire sandiniste au Nicaragua au combat d’El Bramadero[12].

- 1er juillet : Álvaro Obregón se fait réélire président du Mexique mais est assassiné le 17 juillet par un fanatique religieux avant sa prise de fonction. S’ouvre une période plus conservatrice, le Maximato, où se succèdent trois présidents, - Emilio Portes Gil (1er décembre 1928-1930), Pascual Ortiz Rubio (1930-1932) et Abelardo Rodriguez (1932-1934) – sous la houlette de Plutarco Elías Calles, le Jefe máximo[13].

- 15 août : José Patricio Guggiari (es) prend ses fonctions de président du Paraguay (fin en 1932). Porté par une vague nationaliste, il arme son pays en vue d’un affrontement avec la Bolivie, ce qui crée de graves difficultés financières[14].

- 6 -20 septembre : l’ouragan Okeechobee dévaste la Guadeloupe, Porto Rico et la Floride[15].

- 7 octobre, Pérou : création du Parti Socialiste Péruvien après que Haya de la Torre ait décidé en janvier de transformer l’APRA en Parti National Révolutionnaire. José Carlos Mariátegui en devient le secrétaire général. En novembre, il publie Sept essais d’interprétation de la réalité péruvienne, du leader communiste [16]. Víctor Raúl Haya de la Torre rédige entre avril en mai El Antiimperialismo y el Apra (l’Anti-impérialisme et l’Alliance populaire révolutionnaire américaine), qui suggère la participation des classes moyennes à un front anti-impérialiste (publié en 1936).
- 12 octobre : Hipólito Yrigoyen, président de la République Argentine (fin le 6 septembre 1930)[17].

- 4 novembre : le libéral José María Moncada Tapia gagne les élections au Nicaragua (il entre en fonction le 1er janvier 1929)[18]. Les troupes de Sandino atteignent alors 6 000 hommes et parviennent par la guérilla à contrôler près des trois quarts du pays en infligeant de lourdes pertes aux troupes d’occupation américaines[19].
- 6 novembre : élection de Herbert Hoover (R) comme président des États-Unis devant le démocrate Al Smith, catholique d’origine irlandaise[20].

- 3 décembre, Rio de Janeiro : un hydravion dans lequel a pris place l’élite intellectuelle du Brésil pour saluer à son arrivée au pays natal le « père de l’aviation », Santos-Dumont, s’abîme dans l’océan à proximité du paquebot « Cap Arcona ». Les 14 occupants sont tués[21].
- 6 décembre : massacre des bananeraies. L’armée colombienne tire sur des grévistes de l'United Fruit Company à Ciénaga, au nord de la Colombie[22].

- 17 décembre : mémorandum Clark (en) qui désavoue le corollaire Roosevelt de la doctrine Monroe[19].

### Asie
- 3 février, Inde britannique : la Commission John Simon, qui recommande l’établissement de gouvernements responsables dans les provinces arrive à Bombay où elle est confrontée à de vives protestations[23]. Tous les partis politiques décident de boycotter la Commission Simon.
- 20 février : élections législatives japonaises, les premières au suffrage universel masculin[24].
- 15 mars : grande rafle anticommuniste au Japon. Arrestation de 1600 communistes ou sympathisants[25].

- 28 mars : création de la région autonome du Birobidjan, en Sibérie orientale, destinée aux Juifs chassés de Russie ou apatrides[26].

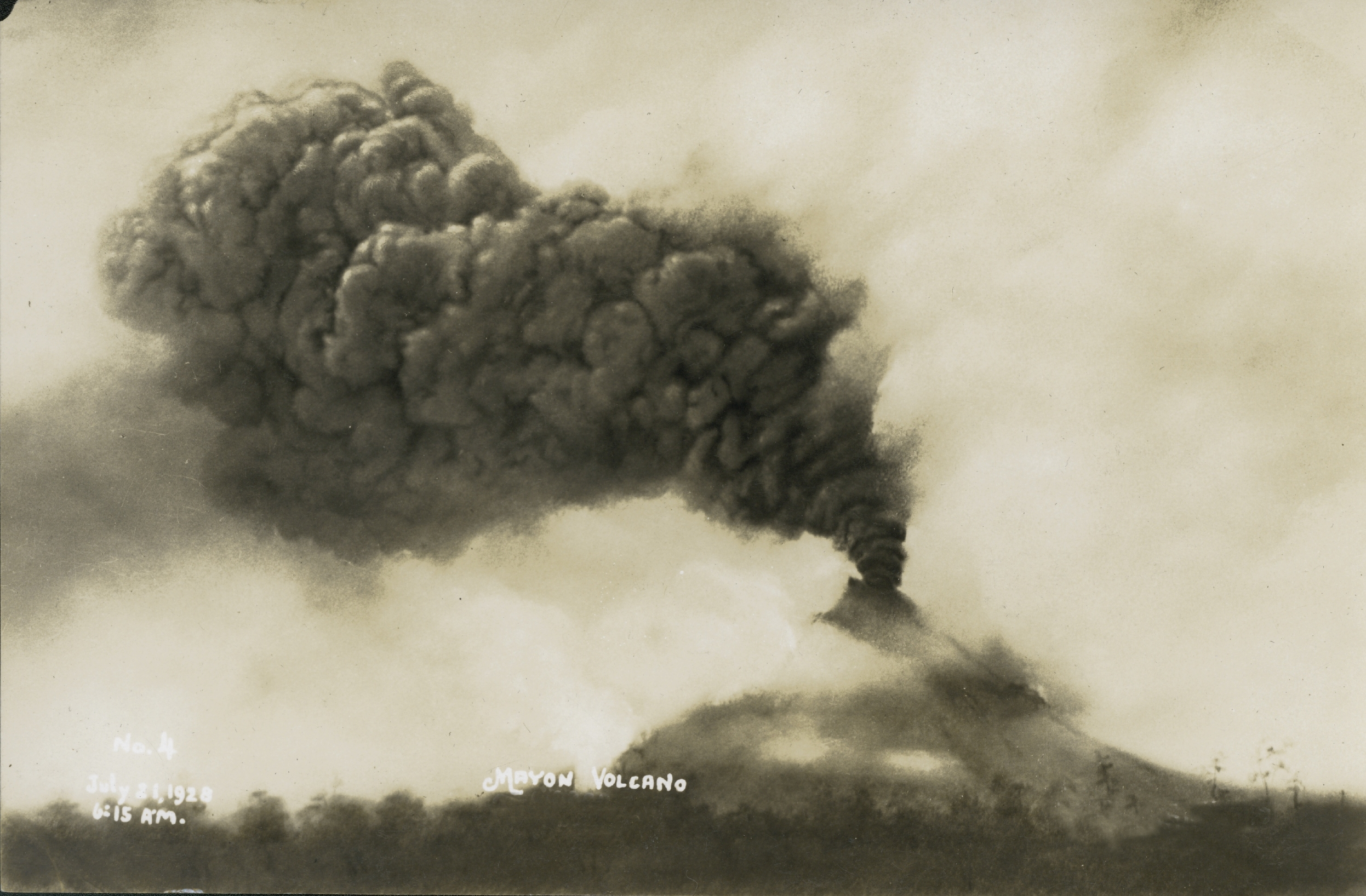
21 juillet : éruption du Mayon aux Philippines

- 28 octobre : premier congrès de la jeunesse indonésienne à Batavia, dans les Indes néerlandaises. Les participants font le serment d’œuvrer pour une nation indonésienne, une langue indonésienne et une patrie indonésienne[27].
- 30 octobre : la Commission Simon arrive à Lahore. La contestation est menée par le nationaliste Lala Lajpat Rai qui est blessé par un policier anglais et meurt des suites de ces blessures le 17 novembre[28].
- 10 novembre, empire du Japon : Hirohito, dont le nom signifie « richesse, abondance, fertilité et vertu », est officiellement couronné 124e empereur du Japon dans la ville de Kyoto, deux ans après son accession au trône à la suite du décès de son père l’empereur Taisho[29]. Selon la tradition Shinto, une nouvelle ère est proclamée, Showa (« Paix rayonnante »).

- 26-28 décembre : à la cession annuelle du Congrès à Calcutta, Gandhi réussit à imposer un compromis aux différentes tendances du Parti du Congrès : l’objectif est de demander le statut de dominion au sein de l’Empire, mais si les Britanniques ne cèdent pas avant la fin de l’année suivante, le Congrès réclamerait alors l’indépendance totale[30].

#### Chine
- 6 janvier : de retour en Chine, Tchang Kaï-chek reprend le contrôle du Guomindang ; il se prépare à relancer une l’offensive vers le Nord contre les seigneurs de la guerre, tout en continuant le combat contre les communistes[31].

- 1er avril : début de la seconde expédition vers le Nord[31].
- 30 avril : l’armée nationale révolutionnaire marche contre les forces de Zhang Zongchang au Shandong[32].
- 3 - 11 mai : les nationalistes enlèvent Jinan (Shandong) où ils se heurtent à l’armée impériale japonaise[33].
- Avril : bien que vaincus de manière décisive en 1927, les musulmans du Gansu (Hui) menés par Ma Zhongying attaquent le Minxian de Xian de Chone, puis menacent le monastère bouddhiste de Labrang mais sont de nouveau refoulés par les Tibétains[34].

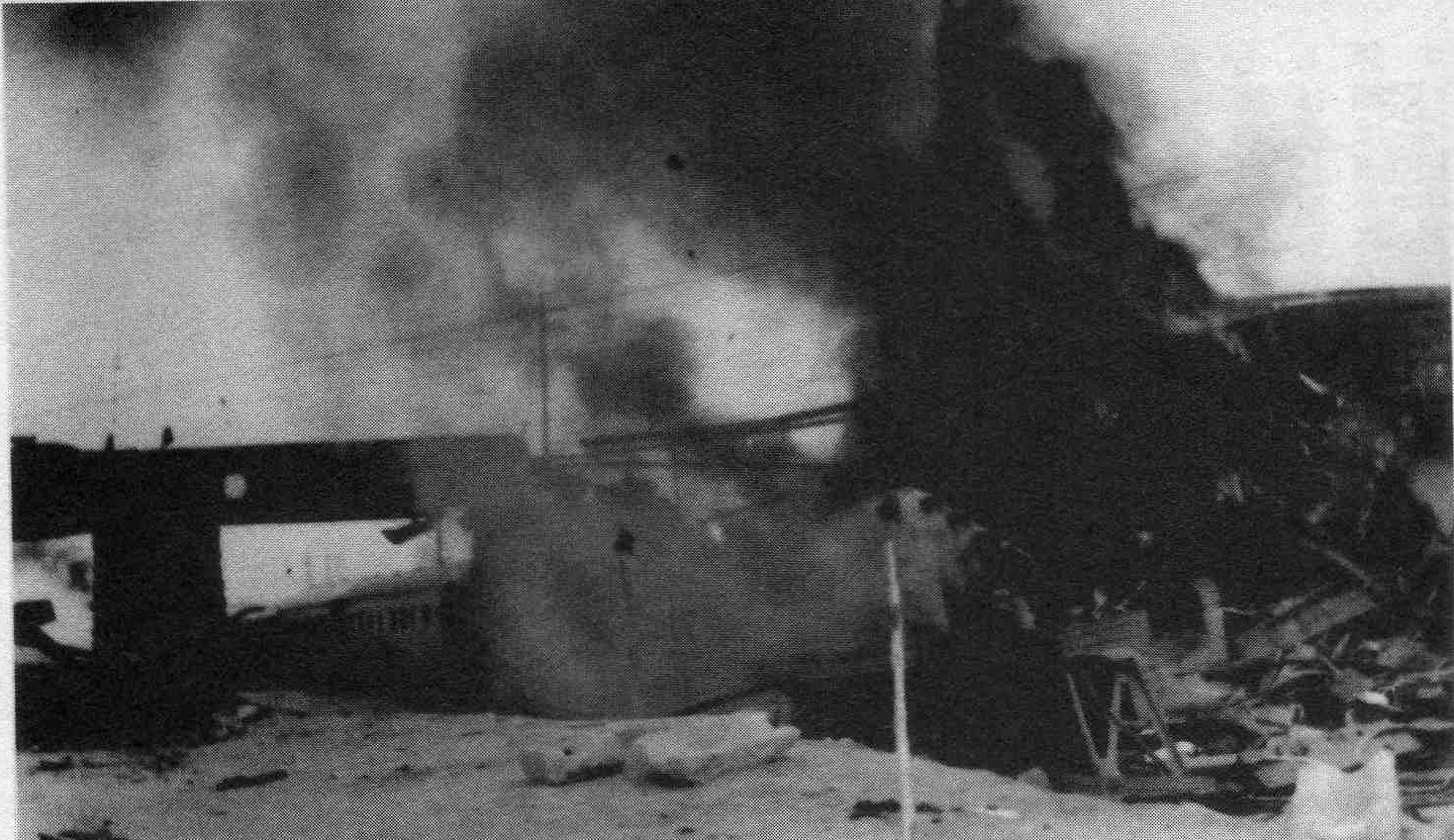
3 juin : mort de Zhang Zuolin lors de l’incident de Huanggutun.

- 2 juin : Zhang Zuolin évacue Pékin pour la Mandchourie (il meurt le 3-4 juin à Moukden, victime d’un attentat). Son fils Zhang Xueliang lui succède[33].
- 8 juin : les nationalistes font leur entrée à Pékin[33].
- 12 juin : les nationalistes occupent Tianjin[33].
- 16 juin : Tchang Kaï-chek annonce le transfert de la capitale de Pékin à Nankin[35].
- 28 juin : Pékin (Beijing en mandarin) est rebaptisée Beiping (paix du Nord)[36].

- 5 septembre : le Qinghai et le Níngxià sont séparés du Gansu, alors sous l’autorité du chef de guerre chrétien Feng Yuxiang[37].

- 4 octobre : nouvelle constitution[35].
- 9 octobre : Tchang Kaï-chek est élu président de la République de Chine[35]. Le Guomindang devient le parti unique en Chine.

- Novembre : 25 000 Hui dirigés par Ma Zhongying mettent à sac le monastère bouddhiste de Chone[38].

- 29 décembre : Zhang Xueliang annonce le remplacement de tous les drapeaux de Mandchourie et accepte la juridiction du gouvernement nationaliste. La Chine est symboliquement réunifiée[33] sous le gouvernement nationaliste.

### Proche-Orient
- Janvier : raids de l’Ikhwan contre l’Irak et le Koweït. Abdelaziz Ibn Sa’ud comprend qu’il est politiquement nécessaire de mettre fin à ces raids. Il réunit une conférence des chefs tribaux à Riyad le 8 octobre mais ne parvient pas à éviter la rupture avec les leaders de l’Ikhwan[39].
- Mars : un jeune instituteur du Delta, disciple de Rida, Hasan al-Banna fonde à Ismaïlia la société des Frères musulmans[40], association dont le but est de « promouvoir le bien et d’interdire le mal ». Le mouvement vient d’une contestation populaire de l’occidentalisation de l’Égypte. Il entend réislamiser la société mais aussi lutter contre l’Islam populaire, prenant modèle de la société saoudienne. Son but est la conquête du pouvoir pour y établir un État islamique, reposant sur l’appel. La société se dote d’un programme économique et social : reconnaissance de la propriété individuelle, droit de tous au travail, condamnation des sources malhonnêtes de profit, lutte contre les écarts sociaux, sécurité sociale et assurance sur la vie pour tous. Les Frères musulmans soutiennent le roi contre le Wafd.
- Avril : Le 10 avril 1928, la Turquie supprime toute référence à l'islam dans sa Constitution, devenant de facto le deuxième État laïque du monde musulman après l'Azerbaïdjan. Le 24 et 27 avril : premières élections en Syrie[41].
- 9 juin, Syrie : la première réunion de l’assemblée constituante donne aux nationalistes la présidence et le contrôle du bureau parlementaire. L’assemblée opte pour un régime de république parlementaire et demande l’unité de la Syrie, incluant la République libanaise, la Palestine et la Transjordanie. Le 9 août, le haut-commissaire Henri Ponsot informe l’assemblée que ces projets sont inacceptables pour la France et propose d’enlever 6 articles au projet de Constitution. Les nationalistes refusent et l’assemblée est ajournée sine die en février 1929[42].
- 19 juillet, Égypte : profitant de l’affaiblissement du Wafd, le roi Fouad Ier dissout la chambre et nomme un gouvernement uniquement libéral qui gouverne par décrets[43].
- 31 juillet : accord de la ligne rouge entre la Turkish Petroleum Company devenue Iraq Petroleum Company et ses partenaires américains, notamment Standard oil of New Jersey et la Socony[44].

- 17 septembre : accord d’Achnacarry sur l’interdiction de la concurrence sur le marché du pétrole, à l’initiative de Henri Deterding de la Royal Dutch Shell[44].
- 24 septembre, Palestine mandataire : des incidents au mur des Lamentations entre Arabes et Juifs dégénèrent en pogroms.
- 28 novembre : Mustafa Kemal Atatürk met en place l’utilisation de l’alphabet latin au lieu de l’alphabet arabe pour noter la langue turque[45].

### Europe
- 16 janvier : Léon Trotski est exilé à Almaty, alors Alma-Ata par Staline avec une trentaine de membres de l’opposition de gauche[46].

- 6 février : Staline rentre à Moscou avec des wagons remplis de céréales confisquées. Le 16 avril, Boukharine lui écrit pour lui reprocher son comportement[47]. Les deux hommes s’affrontent sur les problèmes liés à la collecte des céréales et au rythme de l’industrialisation. C’est le début des attaques staliniennes contre les « déviationnistes de droite » opposés à l’abandon de la NEP (Boukharine, Rykov et Tomski).

- 27 avril, Portugal : Salazar devient ministre des finances du gouvernement du colonel José Vicente de Freitas[48]. Les militaires ayant montré leur incapacité à gérer le pays, Salazar impose la subordination de tous les ministères à celui des finances, qui impose les limites des dépenses et affecte à sa guise les recettes. Le budget est rééquilibré dès la première année et l’escudo se stabilise[49].

- 20 mai : victoire des sociaux-démocrates aux législatives en Allemagne. Net recul de la droite. Le parti nazi d’Adolf Hitler (NSDAP) obtient 12 sièges (810 000 voix et 2,6 %)[50].
  - La droite se radicalise. En décembre, le chef des nationaux-allemands, le comte Westarp, est écarté au profit d’Alfred Hugenberg, homme d’affaires pangermaniste qui espère utiliser à son profit le mouvement nazi[51].

- 12 juin, Allemagne : démission du chancelier Wilhelm Marx, du Zentrumspartei[52].

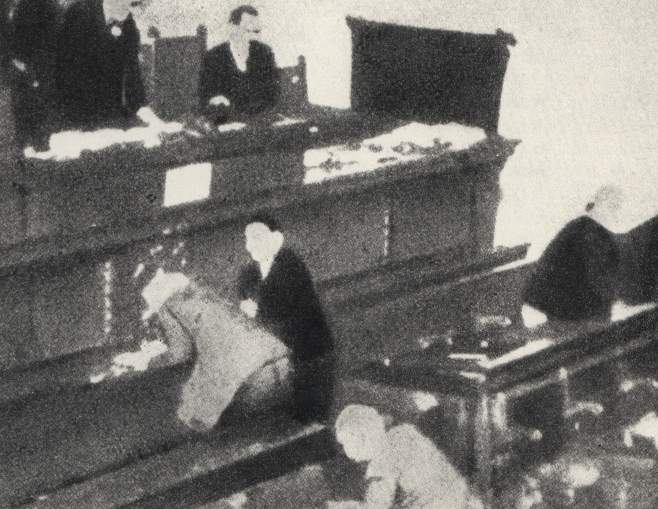
20 juin : attentat au Parlement yougoslave.

- 20 juin, Yougoslavie : un député monténégrin du Parlement national tire sur l’opposant croate Radic et deux de ses collègues, les blessant mortellement[53]. La commission parlementaire croate se retire du Parlement et organise un régime séparatiste à Zagreb. La guerre civile semble imminente mais personne n’ose prendre la responsabilité de la sécession ouverte.
- 28 juin, Allemagne : le socialiste Hermann Müller (SPD) devient chancelier et forme un Cabinet de grande coalition[50].

- 2 juillet : Equal Franchise Act. Les femmes obtiennent le droit de vote à partir de 21 ans au Royaume-Uni (elles votent à l’âge de 30 ans depuis 1918)[54].

- 19 août : Eleftherios Venizelos, revenu au pouvoir, tente de stabiliser la Grèce (1928-1932)[55].
- 27 août : le pacte Briand-Kellogg est signé à Paris par 15 pays, parmi lesquels tous les grands États, y compris les États-Unis et l’empire du Japon[56]. Ce pacte condamne le recours à la guerre et prévoit de « mettre la guerre hors-la-loi ».
- 25 août : une nouvelle assemblée constituante est élue en Albanie. Ahmed Zogu, jusqu’alors président de la République albanaise, déclare la monarchie et gouverne sous le nom du roi Zog Ier à partir du 1er septembre[57].

- 15 et 21 septembre : Élections législatives suédoises dites élections cosaques (kosackvalet)[58].
- 1er octobre : lancement du premier plan quinquennal soviétique[59]. Priorité à l’industrie lourde, et collectivisation forcée dans les campagnes. La production de l’industrie lourde augmente de 273 % à la fin du plan.

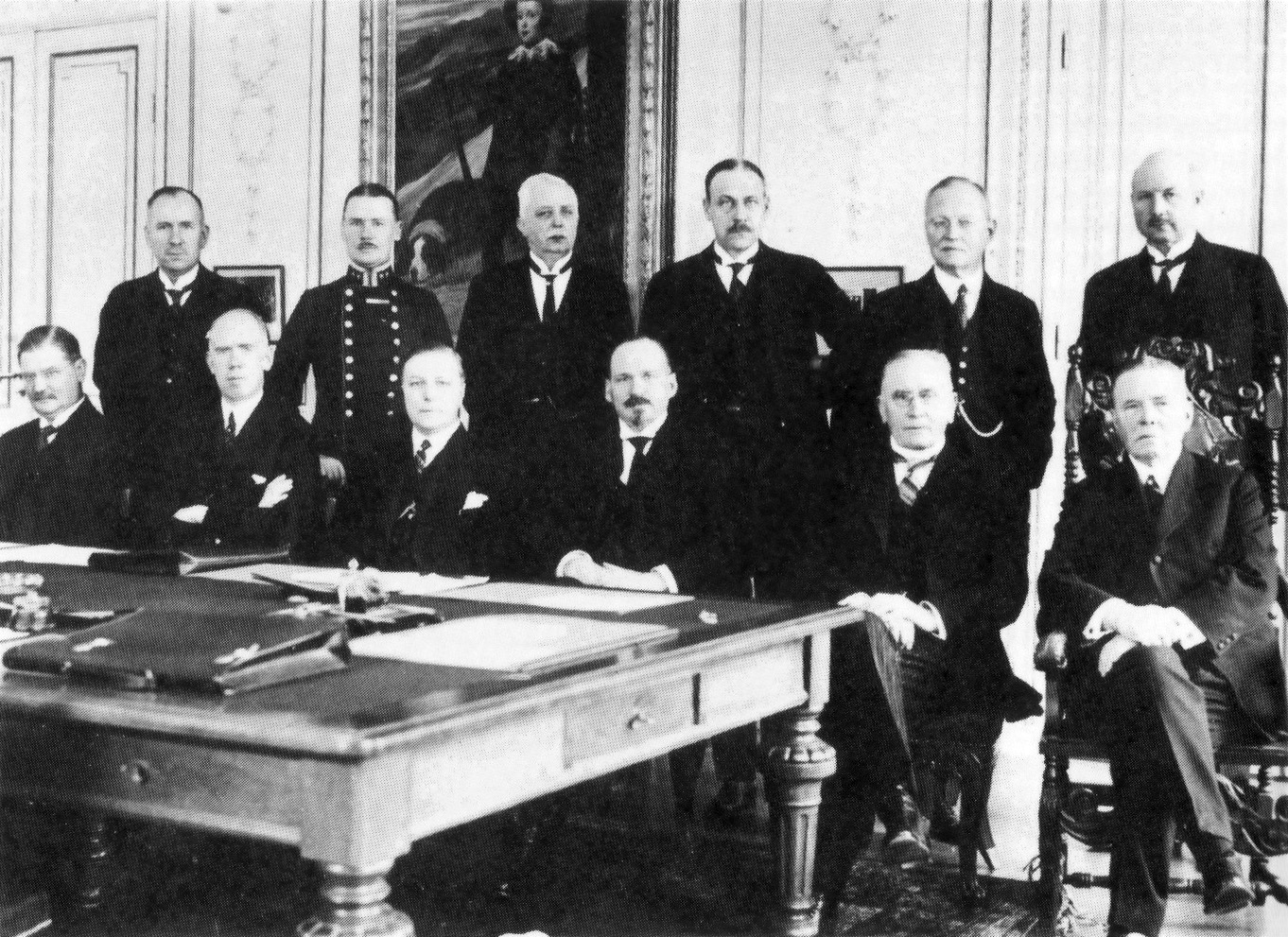
2 octobre : cabinet conservateur de Arvid Lindman en Suède

- 2 octobre : 
  - fondation de l'Opus Dei par Josémaria Escriva de Balaguer[60].
  - le Parti Conservateur prend le pouvoir en Suède (1928-1932). Arvid Lindman forme le gouvernement[61].
- 10 novembre : agitation politique en Roumanie. L’extrême-droite gagne de l’influence dans le pays. Le chef du Parti national paysan Iuliu Maniu est chargé par la Régence de former le gouvernement. Il obtient l’accord de la Régence pour la dissolution du parlement et l’organisation d’élections générales pour la Chambre des Députés (le 12 décembre) et pour le Sénat (15-19 décembre)[62]. Ce sont les premières élections libres. Le Parti national paysan obtient une majorité écrasante devant le Parti libéral au pouvoir et Iuliu Maniu devient Premier ministre. Il favorise le retour d’exil du prince héritier.